# AIM-9 Sidewinder

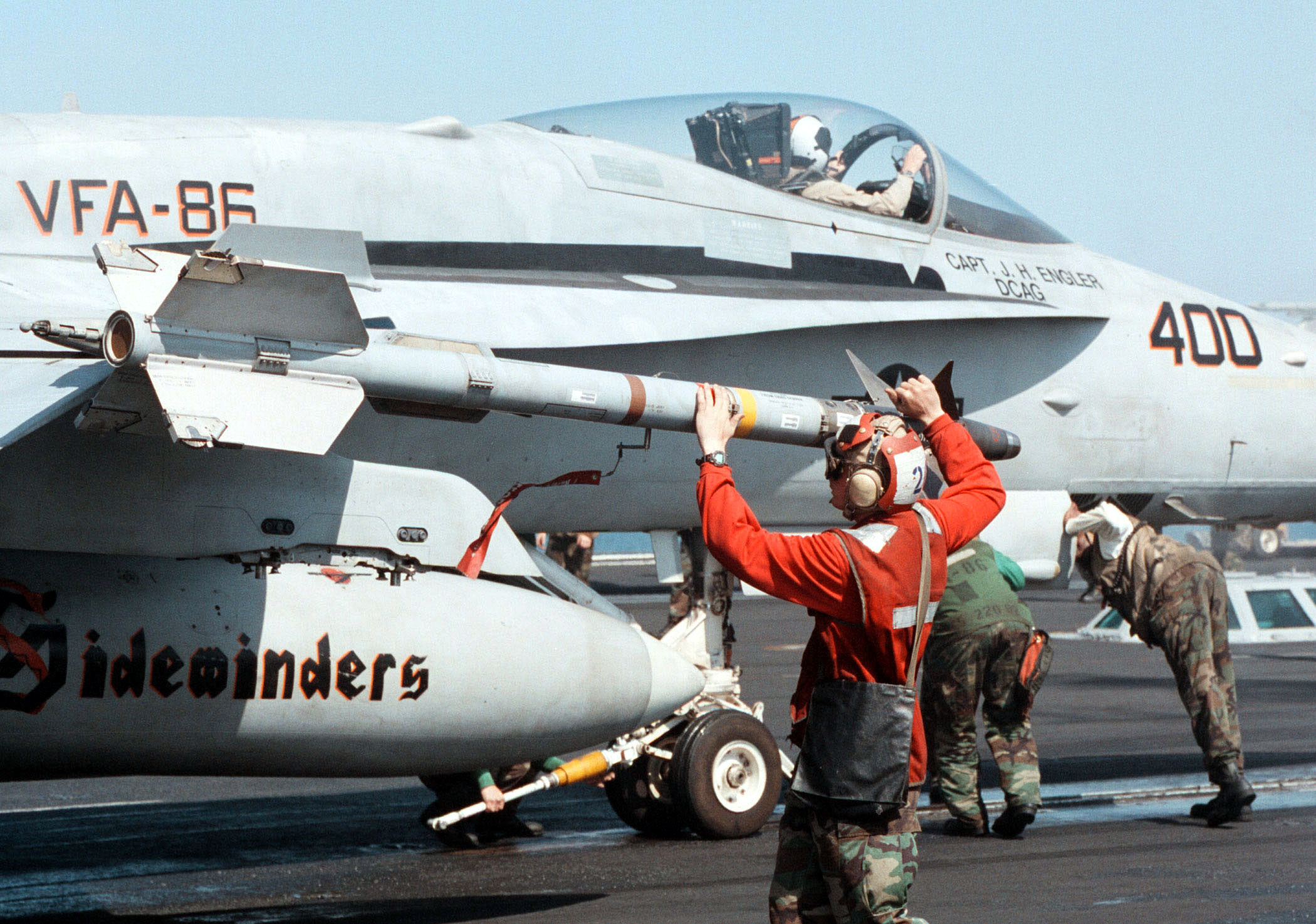
Nasazování střely AIM-9 Sidewinder na letoun F/A-18 Hornet amerického námořnictva na palubě lodi USS George Washington (CVN-73), únor 1998

AIM-9 Sidewinder je nadzvuková řízená střela krátkého dosahu určená k boji proti vzdušným cílům. Ve výbavě ji mají především stíhací letouny a vrtulníky. Má infračervené navádění. Přestože do služby vstoupila již v 50. letech 20. století, díky neustálým modernizacím dodnes patří k nejrozšířenějším řízeným střelám na světě.

## Charakteristika

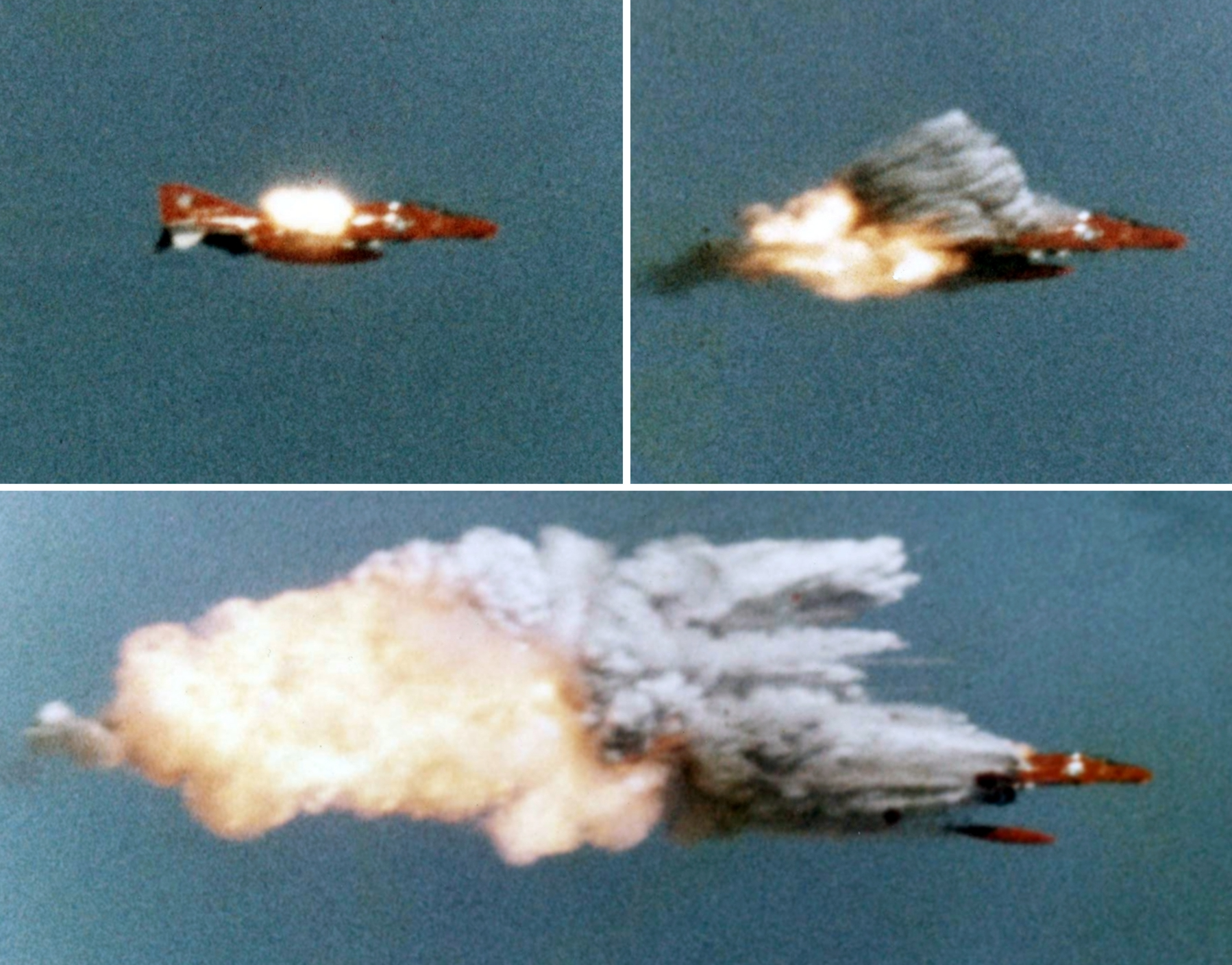
Zásah Sidewinderu na cvičný cíl QF-4B, 1974

Vývoj střely zadalo americké námořnictvo na počátku 50. let 20. století. Střela tehdy byla určena pro palubní stíhací letouny. Prvního zásahu cvičného cíle dosáhl prototyp AIM-9A v roce 1953. V roce 1955 začala sériová výroba verze AIM–9B, která byla v následujícím roce přijata do výzbroje amerického námořnictva. Prvního sestřelu, letounu typu MiG-15,  bylo střelou AIM-9B dosaženo 24. září 1958, během souboje mezi 30 MiG-15 a MiG-17 Letectva Čínské lidové republiky a 14 F-86F Sabre 3. stíhacího křídla Letectva Čínské republiky (Tchaj-wanu) v němž si tchajwanští piloti nárokovali celkem 10 sestřelů, z toho 4 dosažené raketami, zatímco Čínská lidová republika přiznává ztrátu jedné stíhačky a poškození druhé, která se s nevybuchlou raketou Sidewinder v trupu vrátila na základnu.
Střely AIM-9 byly široce používány ve vietnamské válce, kde jimi bylo sestřeleno 82 nepřátelských letounů. Naopak varianta AIM-9L byla roku 1982 s velkým úspěchem nasazena Royal Navy ve falklandské válce. Od 80. let dodnes je standardním Sidewinderem verze AIM-9M. V roce 2003 vstoupila do výzbroje zatím nejnovější varianta AIM-9X.

## Název
Název Sidewinder byl vybrán v roce 1950 podle obecného anglického jména chřestýše rohatého, jedovatého hada z čeledi zmijovitých, který využívá k detekci teplokrevné kořisti svých tepločivných jamek fungujících na principu infračerveného záření.

## Česká republika
Armáda ČR v roce 2002 zakoupila 100 kusů střel AIM-9M pro své letouny JAS-39 Gripen a Aero L-159 Alca. Dvacet kusů bylo letectvu dodáno před pražským Summitem NATO a zbytek kontraktu byl splněn v roce 2005.

## Základní technicko-taktické údaje (AIM–9M)
Zdroj:
- Délka: 2,9 m
- Průměr: 12,7 cm
- Rozpětí křídel: 63,5 cm
- Roznětka: blízkost s cílem a kontakt
- Způsob startu: z konzole
- Navádění: pasivní infračervené
- Bojová hlavice: 11,3 kg